# 秋泾桥
秋泾桥位于浙江省嘉兴市南湖区解放街道闸前街东端，是秋泾河上的一座桥梁。秋泾桥原名迎春桥，始建年代不详，明崇祯十四年（1642年）重建。清嘉庆十一年（1806年）重修。秋泾桥为嘉兴市域现存最高的单孔石拱桥，长58.9米，底宽4.75米，顶宽4.1米，矢跨15.6米，高6米。1981年列入嘉兴市文物保护单位。